# 名古屋市港図書館
名古屋市港図書館（なごやし みなととしょかん）は、名古屋市港区港楽にある名古屋市図書館の分館である。

## 歴史
7館目の名古屋市図書館として1967年（昭和42年）4月27日に港区名港通1丁目3番地の港北公園の一角に開館した。当地は工場が多く、その煤煙を防止するために開館時から冷暖房を完備していた。また、開館にあたり社会教育協力委員・名港発展協会や地元企業から構成された建設後援会が組織され、冷房設備などの備品等が寄付された。開館当初の蔵書については、区内小中学校などを通じ調査し、それを参考に選書が行われた。これは、名古屋市図書館としては初の試みであった。
開館当初はワンルームシステムを採用したが、蔵書の増加に伴い、閲覧室が狭隘化したため、1971年（昭和46年）4月に児童向け図書を2階に移し、小中学校室として分離したため、4年で終焉を迎えた。1975年（昭和50年）には増築工事が行われ、一時休館を伴った。この休館に伴う措置として、貸出冊数の増冊や期間の延長、港児童館や港福祉会館などへの蔵書の一部貸し出し、南陽支所会議室に南陽文庫の開設、団体貸出の活用、移動図書館などにより、利用者に不便が掛からないようありとあらゆる方策が実施されることとなった。
平成に入ると、いよいよ老朽化が目立つようになり、建物自体の改築が行われた。1997年（平成9年）10月24日には港北公園芝生広場に仮設されたプレハブ2階建ての仮設図書館が開館した。1999年（平成11年）9月17日には新館が開館した。
図書館2階には「海と港資料室」が設けられ、海や港に関する資料や、船のミニチュア模型、海図、地球儀などが展示されている。また、津波などについての防災情報センターが併設されている。
2018年（平成30年）には近くに開業したららぽーと名古屋みなとアクルスが、地域貢献の一環として図書返却ポストを施設内に設置している。

## サービス
図書館の入館や利用はだれでも可能であるが、館外貸出には利用者登録が必要で愛知県在住・在勤・在学者のみが可能となっている。
館外貸出
図書が最大14日で6冊まで、それとは別に紙芝居が3組まで、カセットテープ・CD・DVDが3点まで、紙芝居舞台1台の館外帯出が可能である。また、返却は紙芝居の舞台以外であれば貸し出し館に限らず名古屋市図書館各館において行うことができる。ただし、貸出点数に関しては、名古屋市図書館全館で共通して計算する。
開館時間
火 - 土：9時30分 - 19時00分
日・祝日：9時30分 - 17時00分
休館日
月曜日（祝日の場合は開館し翌日休館）
毎月第3金曜日（祝日の場合は開館）
特別整理期間
年末年始（12月29日から1月4日まで）

### WEB
1. ↑  “東海3県で初のららぽーとがオープン”.   不動産流通研究所 (2018年6月12日). 2018年12月16日閲覧。
2. 1 2 3 4  名古屋市鶴舞中央図書館. “はじめての方へ（利用案内）”. 2015年2月15日閲覧。
3. 1 2 3 4 5 6  名古屋市鶴舞中央図書館. “開館時間と休館日”. 2015年2月15日閲覧。

### 文献
1. ↑  名古屋市港図書館 1998, p. 1.
2. ↑  名古屋市港図書館 1998, p. 2.
3. ↑  名古屋市港図書館 1998, p. 3.
4. ↑  名古屋市港図書館 1998, p. 6.
5. ↑  名古屋市港図書館 1998, p. 7.
6. ↑  名古屋市港図書館 1998, pp. 8–9.
7. ↑  名古屋市港図書館 1998, p. 15.
8. ↑  名古屋市港図書館 1998, pp. 16–17.
9. ↑  名古屋市港図書館 1998, p. 51.
10. ↑  “名古屋市:港図書館 海と港の資料室（港区）”. www.city.nagoya.jp. 2023年8月16日閲覧。